# Kostel Panny Marie Sedmibolestné a Povýšení svatého Kříže na Cvilíně
Kostel Panny Marie Sedmibolestné a Povýšení svatého Kříže na Cvilíně je barokní poutní kostel na Předním Cvilínském kopci na jihovýchodě města Krnova. Byl postaven v letech 1722–1728 staviteli Andreasem a Georgem Friedrichem Gansovovými. Kostel je – s několika přerušeními – ve správě Řádu menších bratří konventuálů (minoritů). Od 3. května 1958 je kostel zapsanou nemovitou památkou České republiky a v roce 2018 byl celý areál prohlášen národní kulturní památkou České republiky.

## Dějiny
Cornelius Ottweiler, představený minoritského kláštera v Krnově usiloval řadu let o zbudování kaple na Cvilíně (něm. Burgberg). Teprve po jeho smrti jeho nástupce P. Čepán, nechal v roce 1684 zbudovat dřevěnou kapli Povýšení svatého Kříže a Sedmibolestné Panny Marie. Do kaple byly umístěny mariánské obrazy, které namaloval krnovský měšťan a malíř Heinrich Täuber (1652–1738). Kaple se po roce 1690 stala oblíbeným poutním místem a záhy její kapacita nestačila zájmu poutníků. Proto byl vedle ní zbudován v letech 1722 – 1728 zděný poutní kostel. Staviteli byli Andreas Gans a Georg Friedrich Gans, vnitřní výzdobu provedli brněnští umělci, malíř František Řehoř Ignác Eckstein, sochař Ondřej Schweigl a řezbáři Johannes Lehner a Hans Michal Huebner. Dále se na výzdobě podílel krnovský malíř Ondřej Thomas.
V roce 1786 byl kostel uzavřen a nařízením císaře Josefa II. určen ke zboření. Byl ale vykoupen čtyřmi krnovskými měšťany – A. Philiebem, H. Schmidtem, C. Queskerem a M. Weissem za 406 zlatých. Protože podle císařského výnosu nesměli kostel nadále spravovat minorité, přešel do vlastnictví města Krnova a byl spravován diecézními kněžími. V okolí vrchu Cvilína poté vznikla kolonie domů zvaná Mariánské Pole a kostel znovuotevřený v roce 1795 měl sloužit pro mariánskopolské obyvatele. Začátkem 19. století byly kolem kostela postaveny zděné kaple Křížové cesty.
Dne 21. srpna 1865 zachvátil stavbu požár, který zničil střechu i obě věže. Zničeny byly všechny zvony. Sbírky mezi věřícími vynesly dost prostředků na to, aby kostel mohl být během dvou let opraven.
Během sedmdesátých let 19. století bylo zásluhou městského kaplana Edmunda Friedla zřízeno ke kostelu schodiště o délce 222 schodů.
V roce 1942 získal kostel zpět do své správy řád minoritů výměnou za pozemky. V roce 1945 na konci druhé světové války byl kostel těžce poškozen výbuchem letecké pumy. Kostel byl ale během dvou let opět obnoven a znovu vysvěcen 13. srpna 1947 pomocným biskupem olomouckým Stanislavem Zelou. Velkou zásluhu na obnově kostela má tehdejší představený kláštera minoritů Šebestián Vavrečka.
Po komunistickém převratu přešla v roce 1950 správa kostela opět do rukou diecéze. Minoritům byl kostel navrácen v roce 1994.
V roce 2018 poutní místo získalo status národní kulturní památky.

## Vnitřní vybavení
Součástí nového oltáře z 18. století byly vedle původního oltářního obrazu Sedmibolestné Panny Marie Cvilínské od Heinricha Täubera i sochy Svaté Heleny a svatého Konstantina od brněnského řezbáře Ondřeje Schweigla, které jsou nyní součástí sbírek Slezského zemského muzea.

## Současnost

### Správa
Správu kostela vykonává Konvent minoritů v Krnově; rektorem kostela je P. Sebastian Gruca OFMConv. (2015)

### Pouti
Pouti se konají několikrát ročně od konce dubna do začátku listopadu. Hlavní pouť se koná v neděli blíže k svátku Bolestné Panny Marie (15. září). Mariánské svátky jsou slaveny v neděli blíže k danému svátku. Mše sv. je sloužena každou neděli v 10.00. (2015)

## Galerie

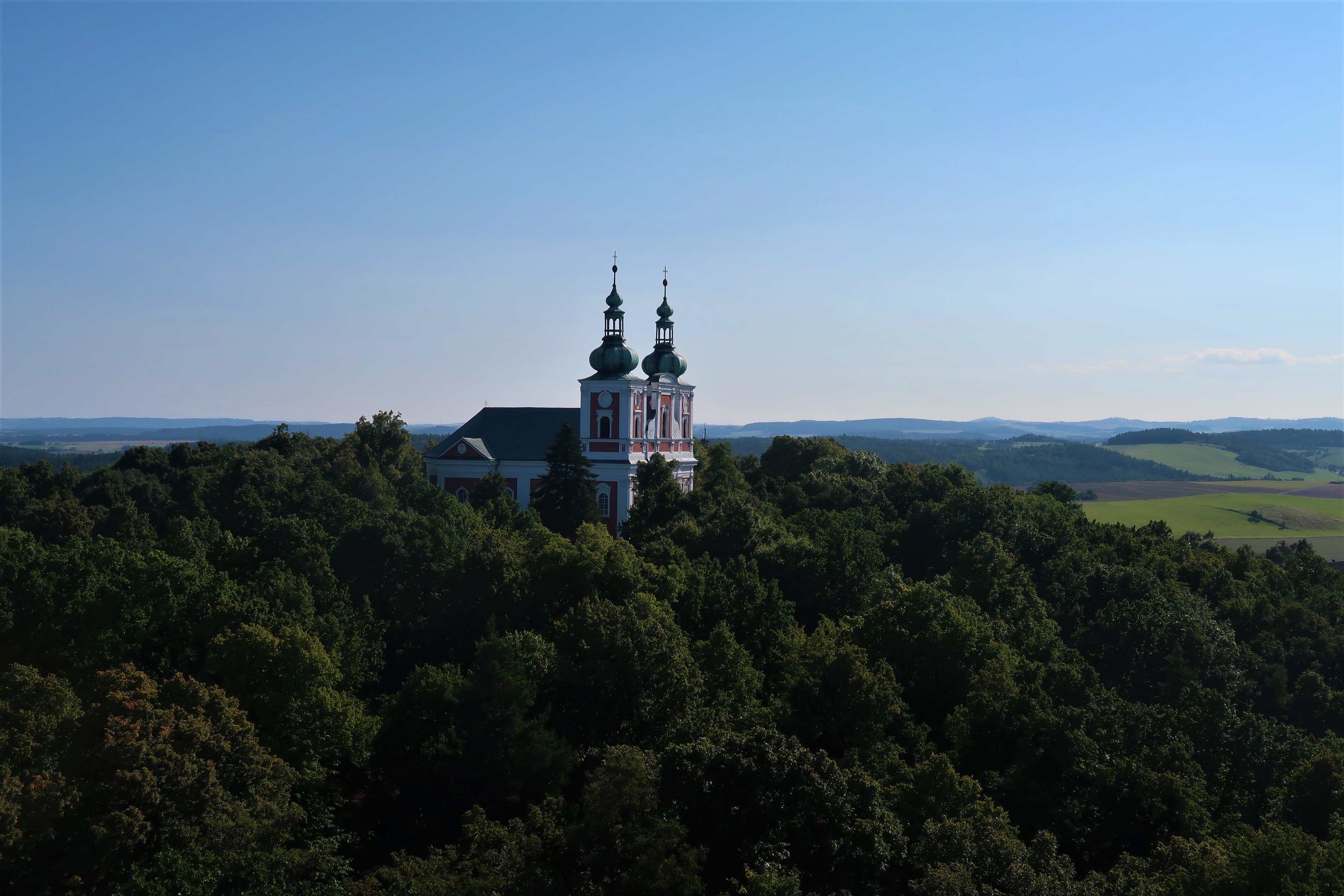
Pohled na kostel z rozhledny Cvilín
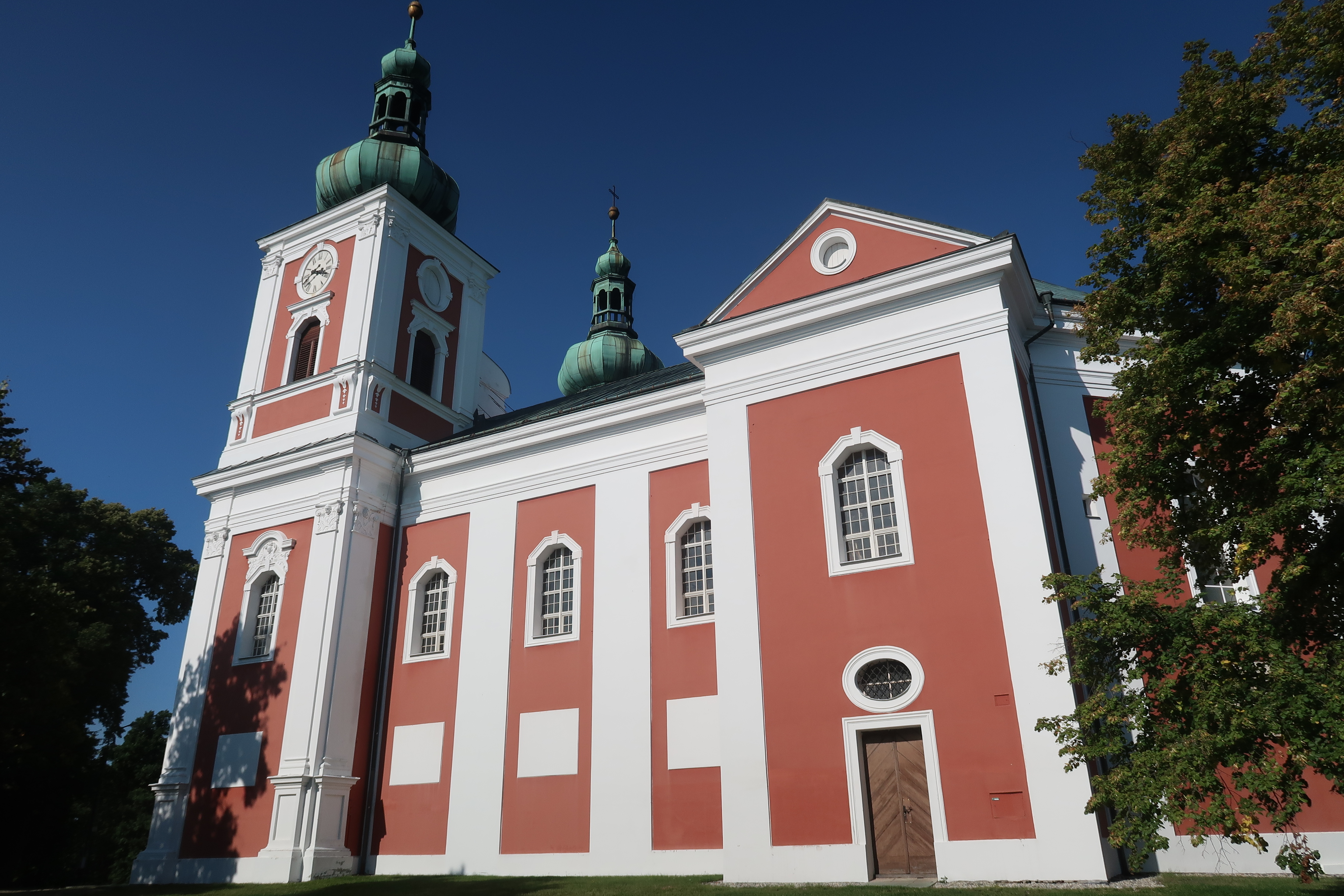
Pohled na kostel od západu
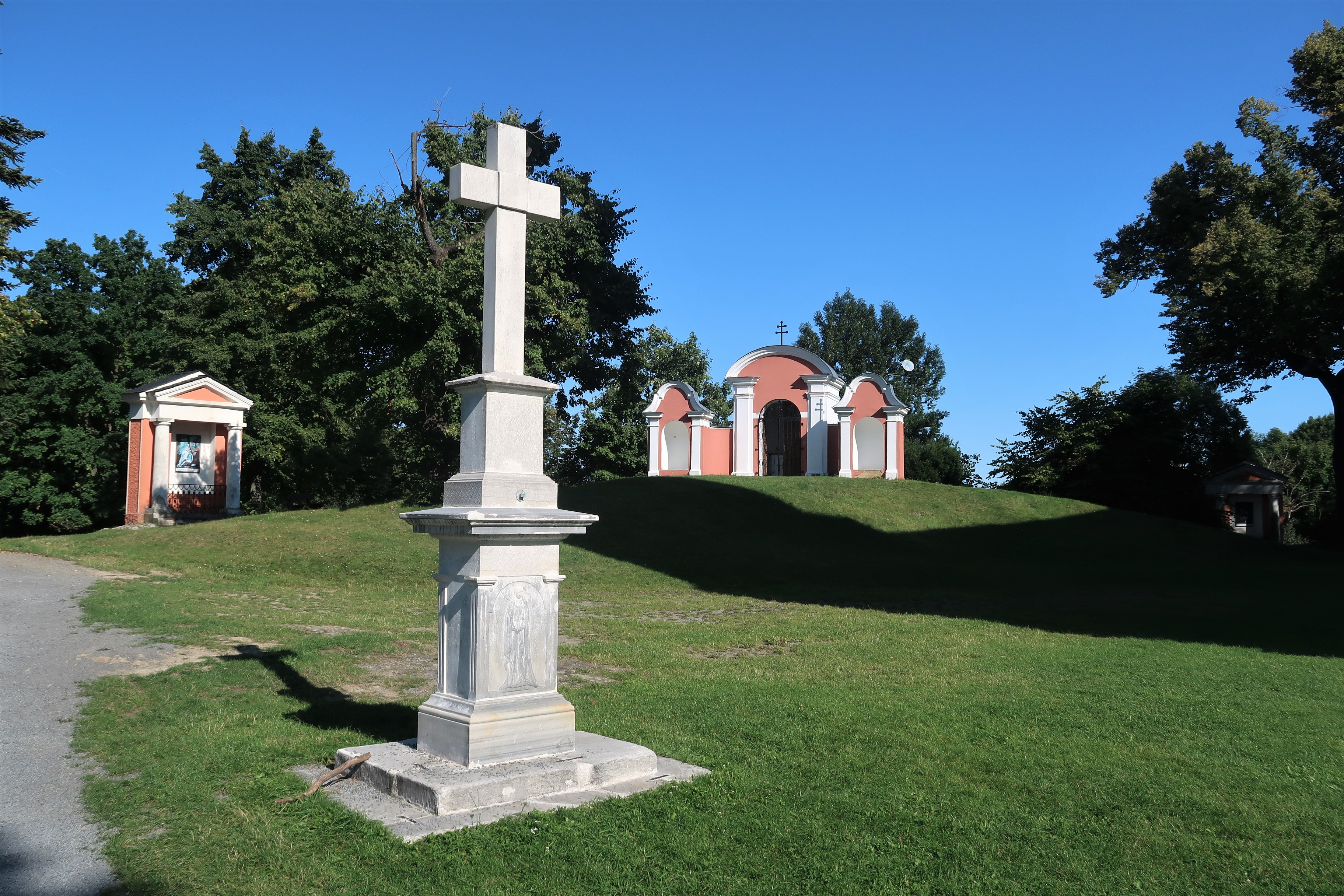
Závěr křížové cesty s kaplí z roku 1729
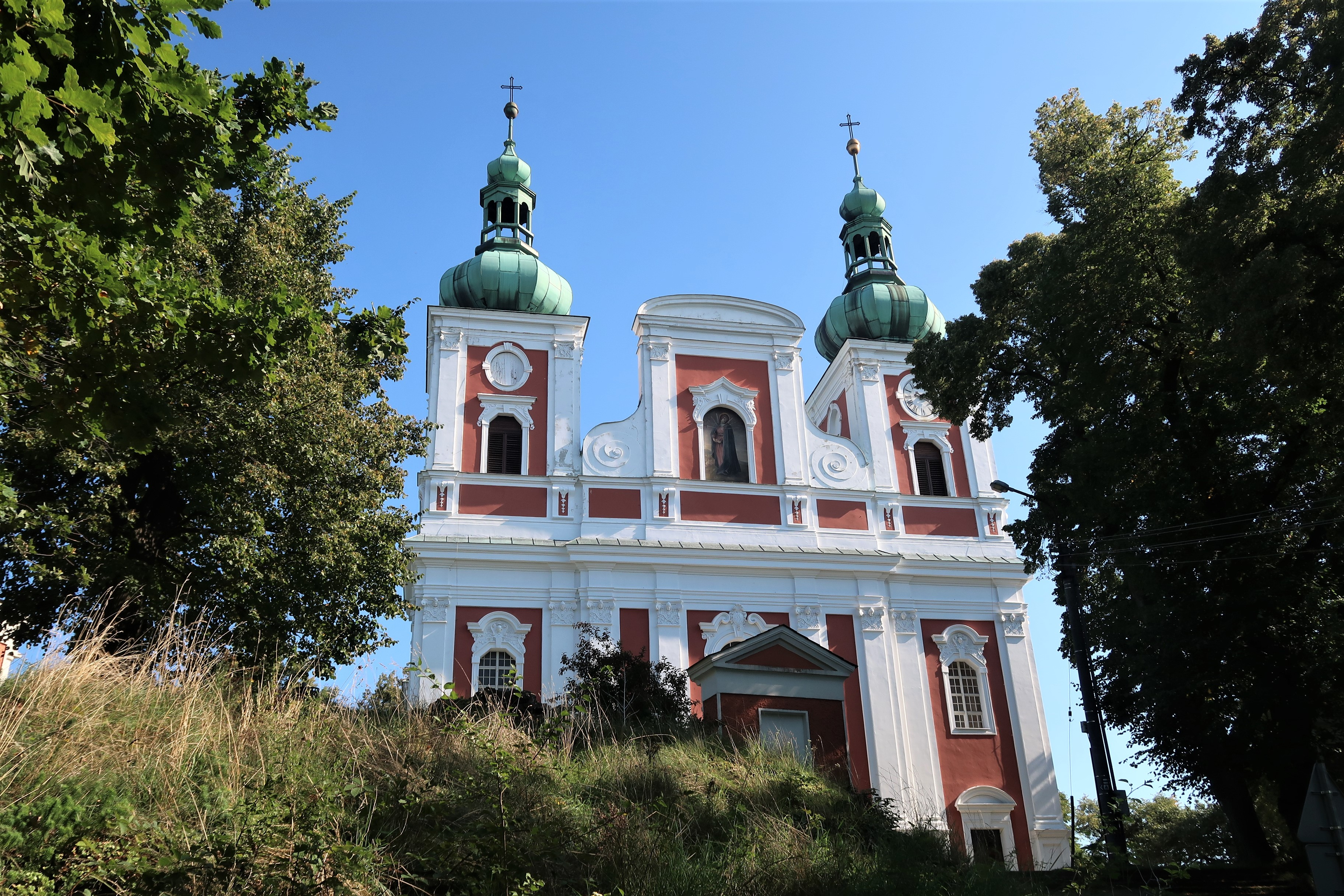
Kostel pohledem od křížové cesty z Krnova